# Partner relationship management
Pour les articles homonymes, voir PRM.
La gestion des relations partenaires (PRM) est une stratégie destinée améliorer la communication entre les entreprises et leurs partenaires.
Les applications de PRM permettent aux entreprises de personnaliser et simplifier les échanges d'informations en mettant à disposition un canal de communication en temps réel généralement au travers de l'Internet.
La PRM est souvent comparée à la gestion de la relation client (CRM) dans son approche et sa philosophie et pour laquelle seuls les processus diffèrent.